# Universal Migrator Part 1: The Dream Sequencer
Albums de Ayreon
Into the Electric Castle
(1998) Flight of the Migrator
(2000)
Universal Migrator Part 1: The Dream Sequencer (parfois simplement désigné sous l'appellation The Dream Sequencer) est un album de rock progressif réalisé par le compositeur multi-instrumentiste néerlandais Arjen Lucassen en l'an 2000. C'est le quatrième album de son projet musical Ayreon. Cet album constitue aussi la première partie d'un diptyque constitué d'un second album intitulé Flight of the Migrator, sorti la même année. Cette première partie, The Dream Sequencer, se caractérise de façon notable par un style orienté vers le rock progressif et le space rock faisant la part belle aux atmosphères éthérées et oniriques, là où le deuxième album est davantage tournée vers un style metal dynamique. Au niveau des paroles, cet album constitue un concept album centré autour d'une histoire de science fiction qui s'étend chronologiquement tout au long de l'album et se poursuit dans la seconde partie Flight of the Migrator. Cette première partie conte le voyage mental d'un colon martien à travers l'histoire de l'humanité par le biais d'une machine appelée le Dream Sequencer. 
Les deux albums sont sortis simultanément, ont bien été accueillis et se sont également bien vendus. En 2004, Lucassen changea de Label et signa pour le label InsideOut Music. Ce qui donna lieu à une réédition de tous les albums précédents de Ayreon, y compris les deux albums associés au diptyque du Dream Sequencer. Les deux albums avaient été initialement publiés séparément, mais la réédition unifia les deux parties sous la forme au sein d'un seul et même coffret en tant qu'édition spéciale intitulée Universal Migrator: Parts I & II. L'album fut également édité sous format vinyle en décembre 2012. 

## Pistes
1. "The Dream Sequencer" - 5:10
2. "My House on Mars" - 7:49
3. "2084" - 7:42
4. "One Small Step" - 8:46
5. "The Shooting Company of Captain Frans B. Cocq" - 7:59
6. "Dragon on the Sea" - 7:09
7. "Temple of the Cat" - 4:11
8. "Carried by the Wind" - 3:59
9. "And the Druids Turn to Stone" - 6:37
10. "The First Man on Earth" - 7:30
11. "The Dream Sequencer (Reprise)" - 3:38

## Personnel

### Chanteurs invités
- Arjen Anthony Lucassen
- Damian Wilson
- Edward Reekers
- Floor Jansen
- Jacqueline Govaert
- Johan Edlund
- Lana Lane
- Mark McCrite
- Mouse
- Neal Morse

### Musiciens
- Arjen Anthony Lucassen
- Clive Nolan
- Rob Snijders